# Меррион
Ме́ррион (англ. Merrion; ирл. Muirfin) — городской район Дублина в Ирландии, находится в юго-восточной части административного графства Дублин (провинция Ленстер) на самой границе с графством Дун-Лэаре-Ратдаун. Исторически входил в общину Доннибрук (Donnybrook), на границе с общиной Бутерстаун (Booterstown).
Район находится в 3 км к северо-востоку от района Маунт-Меррион, на самом берегу Дублинского залива. В районе находится железнодорожная станция Меррион. Через район проходит дорога Меррион-роуд.